# Calochortus minimus
Calochortus minimus är en liljeväxtart som beskrevs av Francis Marion Ownbey. Calochortus minimus ingår i släktet Calochortus och familjen liljeväxter. Inga underarter finns listade.